# Референдуми в Турция
От основаването на Република Турция през 1923 г. страната провежда седем референдума на национално ниво. В първите два референдума (през 1961 и 1982 г.) новите конституции са подложени на обществено одобрение от военните режими. Останалите пет референдума се отнасят до конституционни реформи и законодателни промени, предложени от граждански правителства през 1987, 1988, 2007, 2010 и 2017 г.
Процесите на подлагане на публичен вот се извършват от избирателните комисии под ръководството и надзора на Върховния избирателен съвет.

## Конституционни референдуми
Промените в конституцията могат да бъдат подложени на референдум както от законодателната власт (парламента), така и от изпълнителната власт (президента).
Референдумът за конституционната поправка се провежда в първата неделя след шестдесетия ден след публикуването на съответната поправка в Държавен вестник.
В съответствие с условията, предвидени в закона, всички турски граждани над 18 години имат право да гласуват на избори и да участват в референдуми. В съответствие със Закон № 298 за основните разпоредби за изборите и избирателните списъци гражданите на чужди държави могат да гласуват двадесет дни преди референдума.

## Референдуми за президентските избори
Според член 101 от Конституцията президентските избори могат да бъдат превърнати в референдум при определени условия. Турция избира своите президенти по система от два тура. Ако един от кандидатите за президент, придобил право да се кандидатира за втори тур, не може да участва в избора по някаква причина, вторият тур се провежда чрез заместване на овакантената кандидатура в съответствие с класирането на първия тур. Ако за втория тур остане само един кандидат, това гласуване се провежда като референдум. Ако кандидатът за президент получи мнозинството от действителните гласове, той или тя бива избран за президент. Ако този кандидат не успее да получи мнозинството от валидните гласове на изборите, президентските избори се подновяват.

## Резултати от референдуми
Избирателите предпочитат да гласуват с „да“ на референдумите. Въпреки това, като се изключат референдумите от 1961 г. и 1982 г., които се провеждат в условията на военен режим, два от останалите пет референдума не дават желания резултат от управляващите политически партии.
Правителствата на Турция не постигат лесно желаните резултати на проведените референдумите. Правителствата на Партията на отечеството се сблъскват с нежелани резултати и на двата референдума през 1987 г. и 1988 г. Конституционната поправка, която е поставена на референдум от правителството през 2017 г. получава одобрението на гласоподавателите с малка разлика.
| # | Дата              | Предмет на обсъждане                                                                       | Избирателна активност (%) | Резултат            | Резултат            |
| # | Дата              | Предмет на обсъждане                                                                       | Избирателна активност (%) | Гласуват с „Да“ (%) | Гласуват с „Не“ (%) |
| - | ----------------- | ------------------------------------------------------------------------------------------ | ------------------------- | ------------------- | ------------------- |
| 1 | 9 юли 1961        | Приемане на конституцията от 1961 г.                                                       | 81,0                      | 61,7                | 38,2                |
| 2 | 7 ноември 1982    | Приемане на конституцията от 1982 г.                                                       | 91,3                      | 91,4                | 8,6                 |
| 3 | 6 септември 1987  | Премахване на 10 и 5 годишните политически забрани, установени от конституцията от 1982 г. | 93,6                      | 50,2                | 49,8                |
| 4 | 25 септември 1988 | Въпрос за отлагането на местните избори с 1 година.                                        | 88,8                      | 35,0                | 65,0                |
| 5 | 25 октомври 2007  | Гласуване на 5 предложени изменения на конституцията.                                      | 67,5                      | 69,0                | 31,0                |
| 6 | 12 септември 2010 | Гласуване на 26 предложени изменения на конституцията.                                     | 73,7                      | 57,9                | 42,1                |
| 7 | 16 април 2017     | Гласуване на 18 предложени изменения на конституцията.                                     | 85,4                      | 51,4                | 48,6                |